# Focke-Wulf Fw 47
Le Focke-Wulf Fw 47 Höhengeier (« Vautour »), connu en interne pour Focke-Wulf comme l'A 47, était un avion météorologique développé en Allemagne en 1931. 
C'était un monoplan à aile parasol de conception largement conventionnelle, inhabituelle que dans l'expansivité de sa surface alaire. Testé en premier par le Reichsverband der Deutschen Luftfahrtindustrie puis par la station météorologique à Hambourg, ce modèle a été mis en production pour équiper dix stations météorologiques majeures à travers l'Allemagne.

## Variantes
- A 47av: Prototype avec un moteur Argus As 10
- Fw 47C: Version de production avec un moteur Argus As 10C
- Fw 47D: Version de production avec un moteur Argus As 10D
- Fw 47E: Version de production avec un moteur Argus As 10E